# Jessie McKay
Jessica McKay (Ringnamen Jessie McKay und Billie Kay, * 23. Juni 1989 in Sydney, Australien) ist eine australische Wrestlerin. Sie stand zuletzt bei World Wrestling Entertainment unter Vertrag. Ihr größter Erfolg war bisher der Gewinn der WWE Women’s Tag Team Championship zusammen mit Peyton Royce im Tag Team The IIconics.

## Leben
Jessica McKay besuchte in Sydney die Westfields Sports High School, wo sie ihre langjährige Freundin und spätere Tag Team-Partnerin Peyton Royce kennenlernte. Bevor sie einen WWE-Vertrag unterzeichnete, spielte sie Basketball. Am 20. Dezember 2023 gebar sie ihren ersten Sohn Cooper.

## Wrestling-Karriere
Jessica McKay wurde von Madison Eagles trainiert und hatte ihr Debüt am 23. Juni 2007 bei der Pro Wrestling Women’s Alliance (PWWA) in Australien unter dem Namen Jessie McKay. Dort konnte sie zweimal die PWWA Championship gewinnen. Im Oktober 2008 debütierte sie in der amerikanischen Frauen-Wrestlingliga Shimmer Women Athletes, wo sie bis 2013 regelmäßig zu sehen war. Gleichzeitig konnte sie sich einen Namen in der Independent-Szene machen, indem sie bei zahlreichen anderen unabhängigen Ligen auftrat.
Im Jahr 2015 unterschrieb McKay einen Vertrag mit WWE- Zunächst trat sie dort als Teil des NXT-Kaders auf. Ihr Fernseh-Debüt feierte sie in der NXT Ausgabe vom 10. Juni 2015 wo sie gegen Becky Lynch verlor. Am 7. August 2015 trat sie in einem Live Event erstmals unter dem Namen Billie Kay auf, den sie seitdem verwendet. Ab September 2015 arbeitete sie regelmäßig mit ihrer langjährigen Freundin Peyton Royce zusammen in einem Tag Team. Im Dezember 2016 starteten Billie Kay und Peyton Royce eine Fehde gegen die damals amtierende NXT Women’s Championship Asuka, was zu einem Titelmatch bei NXT TakeOver: San Antonio am 28. Januar 2017 führte, in welches auch Nikki Cross involviert war. Kay konnte den Titel jedoch nicht gewinnen.
Am 10. April 2018 debütierte sie im WWE-Hauptroster bei SmackDown Live, wo sie seitdem zusammen mit Peyton Royce als The IIconics auftritt
. Im August startete sie zusammen mit Peyton Royce ein Fehdenprogramm gegen Naomi und Asuka, was zu einem Match zwischen beiden Teams beim WWE Super Showdown am 6. Oktober in Kay’s Heimatland Australien führte. Dieses Match konnten The IIconics vor heimischem Publikum gewinnen. Am 27. Januar 2019 nahm sie an ihrem ersten Royal Rumble Match teil, welches sie jedoch nicht gewinnen konnte. Am 17. Februar 2019, bei WWE Elimination Chamber, nahm sie zusammen mit Peyton Royce an einem Tag Team Elimination Chamber Match um die neu eingeführte WWE Women’s Tag Team Championship teil, welches jedoch Bayley und Sasha Banks gewinnen konnten. Danach fehdeten The IIconics jedoch weiter gegen Banks und Bayley, was zu einem Titelmatch bei Wrestlemania 35 am 7. April 2019 führte. An diesem Fatal-Four-Way-Match waren auch noch Nia Jax und Tamina sowie Beth Phoenix und Natalya beteiligt. Dieses Match konnten The IIconics für sich entscheiden, wodurch Kay ihren ersten Titel bei WWE gewinnen konnte. Ihre Regentschaft hielt 120 Tage. Sie verloren die Titel schließlich in einem weiteren Fatal-Four-Way-Match an Alexa Bliss und Nikki Cross am 5. August 2019 bei Raw. Im Rahmen des WWE Drafts wechselte Kay am 15. Oktober 2019 offiziell von SmackDown zu Raw.
Am 31. August 2020 trennte die WWE das Tag Team mit Peyton Royce. Am 12. Oktober 2020 wechselte sie durch den Draft zu SmackDown. Am 15. April 2021 wurde sie von der WWE entlassen.

## Erfolge

### World Wrestling Entertainment (WWE)
- WWE Women’s Tag Team Championship (1× mit Peyton Royce)
- NXT Year-End Award (1×): Breakout of the Year (2016) – (mit Peyton Royce)

### Pro Wrestling Women’s Alliance
- PWWA Championship (2×)